# Lovejoy Chawatama
Pas d'image ? Cliquez ici

a Compétitions nationales et continentales officielles uniquement.

Dernière mise à jour le 3 décembre 2024.
Lovejoy Chawatama, né le 26 août 1992 à Harare (Zimbabwe), est un joueur zimbabwéen de rugby à XV jouant au poste de pilier droit aux Bristol Bears en Premiership. 

## Biographie

### Débuts amateurs
Lovejoy Chawatama grandit au Zimbabwe, où il joue pour son équipe scolaire, le Watershed College. A l'âge de 15 ans, il arrive en Angleterre rejoignant sa mère qui y travaillait en tant qu'enseignante. Il rejoint alors le club le plus proche de chez lui, le Beckenham RFC (en). Il y joue jusqu'à ses vingt ans, évoluant avec les séniors en London 1 South (en) (6e niveau anglais). Il intègre aussi la sélection du Kent des moins de 20 ans.
Positionné en troisième ligne jusque là, il est repositionné pilier lors de ses derniers matchs avec Beckenham. Dans la foulée, il rejoint l'université de l'Ouest de l'Angleterre à Bristol. S'il tente de continuer à jouer avec Beckenham, les aller-retours entre Bristol et son ancien club s'avèrent compliquer à gérer et il doit définitivement quitter le club. 
À l'université, il rencontre Darren Crompton, qui entraîne l'équipe. Celui-ci, ex-international anglais, le pousse alors à rejoindre le club de Bridgwater & Albion (en), où il entraîne aussi. Il va alors jouer deux matchs par semaine, ce qui va l'aider dans son développement. Il reçoit ainsi en 2014 une convocation pour jouer avec l'équipe d'Angleterre universitaire,.

### Carrière professionnelle en Angleterre (depuis 2014)
Lors de ses sélections, et en particulier un match contre les étudiants gallois, Lovejoy Chawatama est repéré par les London Scottish. Il rejoint ainsi le club professionnel pour la saison 2014-2015, tout en continuant son cursus universitaire. Il est aussi prêté au Clifton RFC (en), en National League 2 South (en). En 2015, il est de nouveau sélectionné avec l'équipe universitaire anglaise. En club, il n'a l'occasion de porter les couleurs des Scottish qu'à quatre reprises.
À la fin de la saison, il n'est pas conservé par les Scottish et signe en faveur du Rosslyn Park FC, qui évolue en National League 1. Il ne reste néanmoins qu'une saison à ce niveau, et signe en faveur des London Welsh, en Championship, pour l'exercice 2016-2017. En fin d'année, il signe un contrat court en faveur des London Irish, avec qui il remporte le titre. Il prolonge alors avec eux et découvre la Premiership, lors d'un match face aux Worcester Warriors. Il ne joue pas d'autres matchs en Premiership cette année-là, étant surtout aligné en Challenge Cup, où il inscrit deux essais. La même année, il est élu personnalité sportive de l'année au Zimbabwe. 
Après la relégation des Irish en 2018, il reste au club et participe à sa deuxième remontée en Premiership. À la suite de son retour dans l'élite, il obtient plus de temps de jeu, évoluant à treize reprises en Premiership, dont trois fois en tant que titulaire lors de la saison 2019-2020. À la fin de l'année 2020, Lovejoy Chawatama n'a représenté aucune sélection sénior, et est toujours disponible pour représenter le Zimbabwe ou l'Angleterre. L'année suivante, il s'impose comme un joueur majeur de l'équipe, étant titularisé à dix reprises en championnat et quatre fois en Challenge Cup. Sa bonne dynamique est interrompue par une blessure contractée durant la préparation de l'exercice 2021-2022.
En 2023, à la suite de la liquidation des London Irish, Lovejoy Chawatama s'engage avec les Harlequins. Après seulement un an joué pour ce club, il le quitte pour rejoindre les Bristol Bears à partir de la saison 2024-2025.

## Palmarès
- London Irish
  - Vainqueur du Championnat d'Angleterre de 2e division en 2017 et 2019